# Mark Joseph Hurley
Mark Joseph Hurley (* 13. Dezember 1919 in San Francisco; † 5. Februar 2001 ebenda) war römisch-katholischer Bischof von Santa Rosa in California.

## Leben
Mark Joseph Hurley, Bruder von Francis Thomas Hurley, empfing am 23. September 1944 die Priesterweihe.
Papst Paul VI. ernannte ihn am 21. November 1967 zum Weihbischof in San Francisco und Titularbischof von Thunusuda. Der Erzbischof von San Francisco, Joseph Thomas McGucken, spendete ihm am 4. Januar des nächsten Jahres die Bischofsweihe; Mitkonsekratoren waren Hugh Aloysius Donohoe, Bischof von Stockton, und Ernest John Primeau, Bischof von Manchester.
Am 19. November 1969 ernannte der Papst ihn zum Bischof von Santa Rosa in California. Von seinem Amt trat er am 15. April 1986 zurück.
Mark Joseph Hurley wurde 1969 von Eugène Kardinal Tisserant, Kardinal-Großmeister des Ritterordens vom Heiligen Grab zu Jerusalem, zum Großoffizier des Päpstlichen Laienordens ernannt. 